# Канге
Канге́ (кор. 강계?, 江界?) — город в провинции Чагандо, КНДР.

## География
Канге находится на месте слияния четырёх рек.

### Климат
- Среднегодовая температура воздуха — 7,3 °C
- Относительная влажность воздуха — 72,6 %
- Средняя скорость ветра — 0,5 м/с

| Среднесуточная температура воздуха в Канге по данным NASA | Среднесуточная температура воздуха в Канге по данным NASA | Среднесуточная температура воздуха в Канге по данным NASA | Среднесуточная температура воздуха в Канге по данным NASA | Среднесуточная температура воздуха в Канге по данным NASA | Среднесуточная температура воздуха в Канге по данным NASA | Среднесуточная температура воздуха в Канге по данным NASA | Среднесуточная температура воздуха в Канге по данным NASA | Среднесуточная температура воздуха в Канге по данным NASA | Среднесуточная температура воздуха в Канге по данным NASA | Среднесуточная температура воздуха в Канге по данным NASA | Среднесуточная температура воздуха в Канге по данным NASA | Среднесуточная температура воздуха в Канге по данным NASA |
| Янв                                                       | Фев                                                       | Мар                                                       | Апр                                                       | Май                                                       | Июн                                                       | Июл                                                       | Авг                                                       | Сен                                                       | Окт                                                       | Ноя                                                       | Дек                                                       | Год                                                       |
| −12,6 °C                                                  | −7,5 °C                                                   | 0,4 °C                                                    | 9,2 °C                                                    | 15,5 °C                                                   | 20,2 °C                                                   | 23,2 °C                                                   | 22,7 °C                                                   | 16,2 °C                                                   | 8,6 °C                                                    | −0,4 °C                                                   | −9,2 °C                                                   | 7,3 °C                                                    |
| --------------------------------------------------------- | --------------------------------------------------------- | --------------------------------------------------------- | --------------------------------------------------------- | --------------------------------------------------------- | --------------------------------------------------------- | --------------------------------------------------------- | --------------------------------------------------------- | --------------------------------------------------------- | --------------------------------------------------------- | --------------------------------------------------------- | --------------------------------------------------------- | --------------------------------------------------------- |

## История
Город известен с времён династии Чосон (1392—1910) как военно-административный центр, к началу XX века здесь были развиты гончарное дело и деревообработка.
После строительства в 1945 году гидроэлектростанции на реке Токноган в городе началось развитие промышленности.
В ходе Корейской войны 1950—1953 гг. город серьёзно пострадал от бомбардировок США. В 1953 году численность населения составляла 20 тыс. человек, основой экономики являлись металлургия (выплавка меди) и добывающая промышленность (в окрестностях города добывали медь, свинец, графит и иные полезные ископаемые).
В 1962 году численность населения города достигла 130 тыс. человек, в 1970е годы основой экономики являлись лесопильная, деревообрабатывающая, добывающая промышленность и машиностроение.
В 1980е годы численность населения города составляла 130 тыс. человек, основой экономики являлись деревообрабатывающая, текстильная промышленность и машиностроение, имелись образовательные учреждения.

## Транспорт
Канге является важным транспортным узлом шоссейных и железных дорог.